# Palazzo Sanfelice

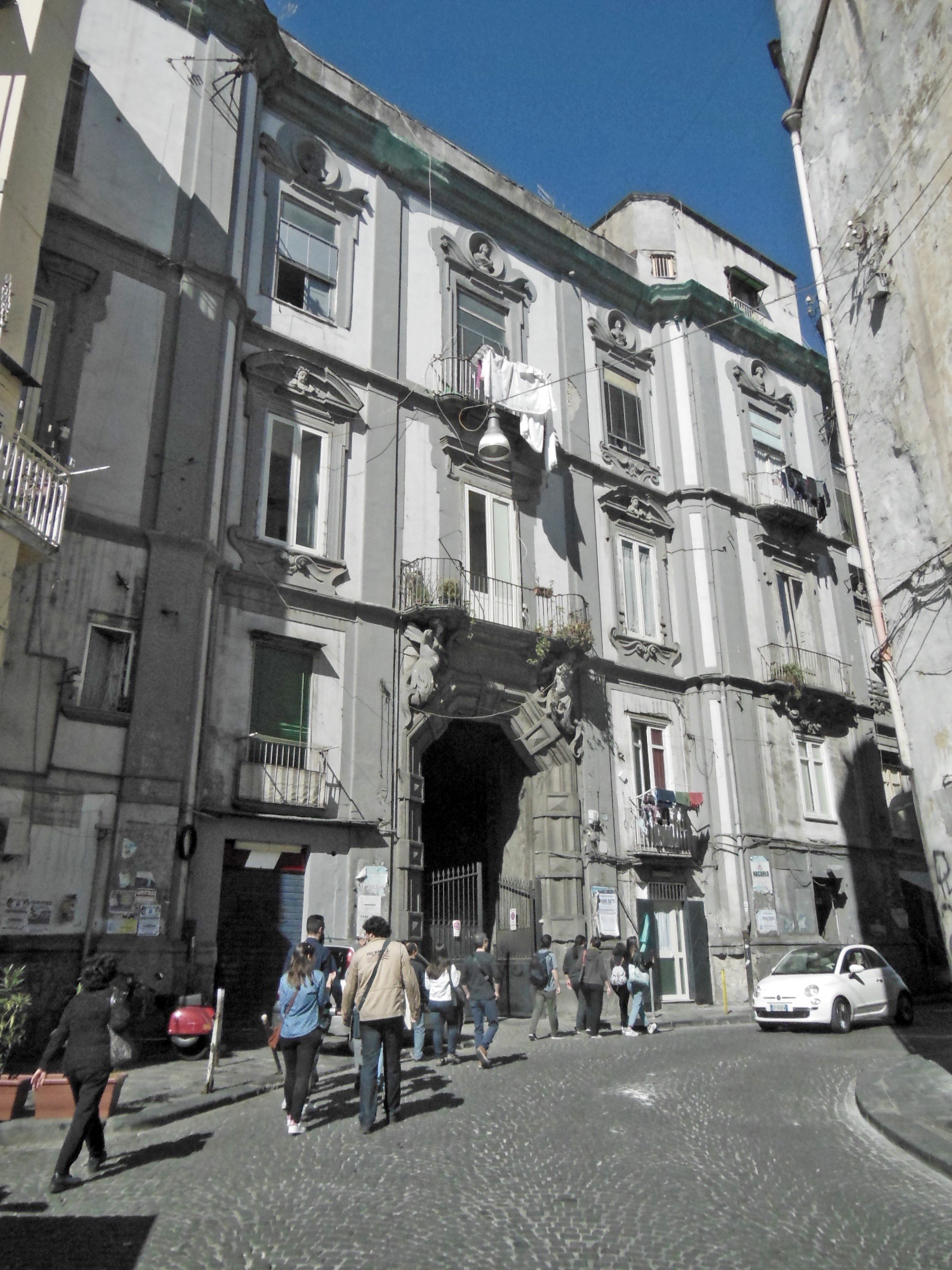
Fachada exterior del palacio.

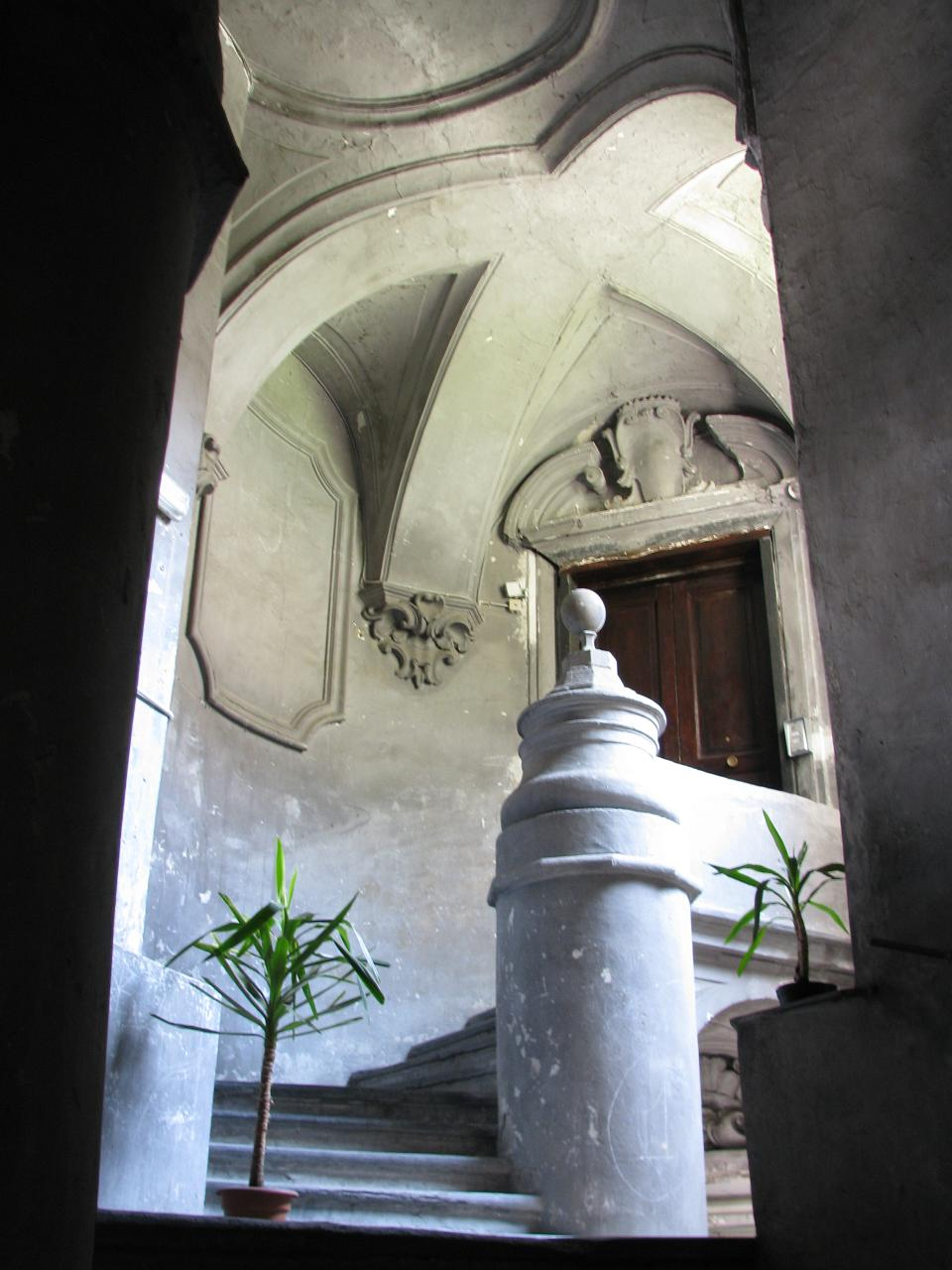
Las escaleras interiores.

El Palazzo Sanfelice es un palacio monumental de Nápoles, Italia, situado en el Rione Sanità.

## Historia
Entre 1724 y 1728, Ferdinando Sanfelice proyectó una vivienda para él y para su familia en una zona fuera de las murallas, en un lugar más salubre que el abarrotado centro histórico. Sanfelice proyectó el palacio al lado de un edificio preexistente comprado por la familia Sanfelice, que fue englobado en el proyecto de su majestuosa residencia. Sobre los dos portales gemelos de piperno y mármol están colocadas sendas placas del siglo XVIII entre las sirenas y el balcón de la primera planta. Sobre el portal de la residencia proyectada y construida por el arquitecto napolitano está la siguiente placa:

FERDINANDUS SANFELICIUS PATR. NEAP. OB EXIMIAM LOCI SALUBRITATEM HASCE AEDES AB SOLO EXCITAVIT ITEM OPERIS CURATOR INVENTOR ET DOMINUS.
ANNO DOMINI MDCCXVIII
Ferdinando Sanfelice, patricio napolitano, por la extraordinaria salubridad del lugar, construyó esta casa desde los cimientos. Fue el proyectista, supervisor y propietario de la obra.
Año del Señor 1728.

Por su parte, en el portal del palacio que compró y remodeló está la siguiente placa:

FERDINANDUS SANFELICIUS PATRITIUS NEAPOLITANUS AEDES NIBLIORI OPERE RESTITUIT DILATAVIT ORNAVIT.
Ferdinando Sanfelice, patricio napolitano, restauró la casa con obras más nobles, ampliándola y decorándola.

## Arquitectura
La fachada, marcada por las aperturas de las siete ventanas decoradas con estucos, tiene dos plantas. El piano nobile alterna ventanas con tímpanos rectos, donde están los balcones, con otras con tímpanos circulares o triangulares, donde solamente hay ventanas. En la segunda planta hay decoraciones arqueadas sobre las ventanas, en cuyo centro hay círculos con bustos.
Son notables los patios, que constituyen la escenografía interior junto con las escaleras. El primer patio es de planta octogonal y permite acceder al vestíbulo, que tiene restos de frescos de los escudos nobiliarios de los propietarios; en este el patio hay una escalera sanfeliciana que recorre la inclinación de las paredes octogonales. El segundo patio, de planta rectangular, tiene una simple escalera sanfeliciana ad ali di falco que hace de proscenio del jardín trasero.
En el interior había frescos de Francesco Solimena y en la capilla privada esculturas de Giuseppe Sammartino, que actualmente han desaparecido pero están atestiguadas por las guías del siglo XVIII de la ciudad.
En las escaleras de la entrada se pueden apreciar los escalones cubiertos con pizarra (en italiano: pietra di Lavagna), usada por Sanfelice en honor a su esposa, originaria del pueblo de Lavagna en Liguria.

## En la cultura popular
El primer patio, con su famosa escalera abierta, fue utilizado para la ambientación de la película Questi fantasmi, adaptación al cine de la comedia Questi fantasmi! de Eduardo De Filippo.
También ha sido escenario de otras películas como Le quattro giornate di Napoli de Nanni Loy o Gegè Bellavita de Pasquale Festa Campanile y en septiembre de 2011 se grabaron aquí algunas escenas de la miniserie de televisión Pupetta - Il coraggio e la passione protagonizada por Manuela Arcuri, estrenada en junio de 2013.
La escenografía del tercer acto de la obra teatral La gatta Cenerentola de Roberto De Simone está inspirada en la arquitectura de este palacio.